# Jörg Stübner
Jörg Stübner (ur. 23 lipca 1965 w Freibergu, zm. 24 czerwca 2019 w Dreźnie) – niemiecki piłkarz występujący na pozycji pomocnika.

## Kariera klubowa
Stübner treningi rozpoczął w wieku 8 lat w klubie BSG Motor Halle. W 1979 roku, mając 14 lat trafił do juniorskiej ekipy klubu Dynama Drezno. W 1983 roku został włączony do jego pierwszej drużyny. W 1984 oraz 1985 zdobywał z klubem Puchar NRD. W 1989 wygrał z zespołem mistrzostwo NRD. Rok później ponownie zdobył z klubem mistrzostwo NRD oraz Puchar NRD. Od sezonu 1991/1992 Stübner startował z klubem w rozgrywkach Bundesligi zjednoczonych Niemiec. Zadebiutował w niej 20 sierpnia 1991 w zremisowanym 1:1 meczu z 1. FC Nürnberg. W 1993 roku odszedł do zespołu Sachsen Lipsk. Potem był graczem klubu FC Neubrandenburg, gdzie w 1994 roku zakończył karierę.

## Kariera reprezentacyjna
W reprezentacji NRD Stübner zadebiutował 17 listopada 1984 w wygranym 5:0 meczu eliminacji mistrzostw świata 1986 z Luksemburgiem. 13 kwietnia 1988 w zremisowanym 1:1 towarzyskim spotkaniu z Bułgarią strzelił pierwszego gola w drużynie narodowej. Po raz ostatni w kadrze zagrał 12 września 1990 w wygranym 2:0 towarzyskim pojedynku z Belgią, który był jednocześnie ostatnim w historii reprezentacji NRD. W latach 1984–1990 w drużynie narodowej rozegrał w sumie 47 spotkań i zdobył jedną bramkę.